# Casablancai konferencia

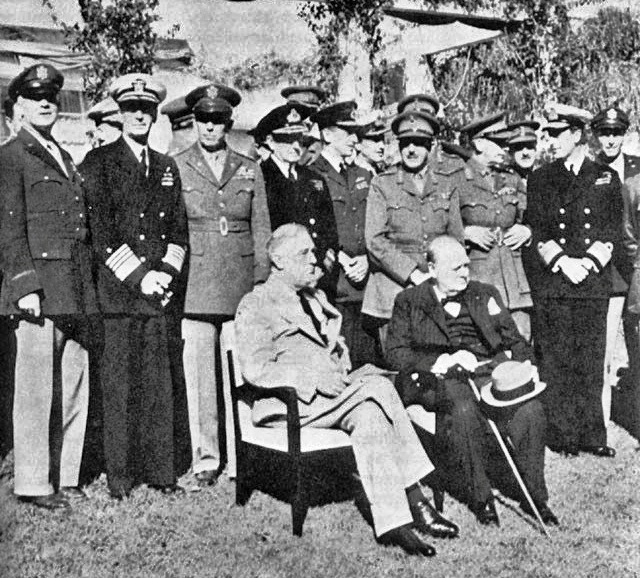
Franklin D. Roosevelt és Winston Churchill a konferencián

A casablancai konferencia 1943. január 14. és január 24. között zajlott. Winston Churchill és Franklin D. Roosevelt döntött a szövetségesek szicíliai és olaszországi partraszállásairól. Napirendre került a brit–magyar különbéke is. Emellett „előkészültek” Roosevelt, Churchill és Sztálin találkozójára, amelyet november 28. és december 1. között Teheránban tartottak meg.

## A konferencia eseményei
Amint az gyakran megesik, inkább az események, mintsem a vezérkari főnökök huzakodásai vezettek a döntéshez. Mivel a tengelyhatalmak erői még mindig tartották Tuniszt, az észak-afrikai offenzívát meg kellett erősíteni és sikeresen befejezni. Utána azonban már késő volt ahhoz, hogy még 1943-ban  összevonják a csapatokat egy észak-franciaországi partraszálláshoz, ezért az észak-afrikai csapatok inkább Szicíliát szállták meg. Az amerikaiak Szicília elfoglalását csak a befejező lépésnek tekintették a Földközi-tenger megnyitásában a szövetséges hajózás számára, az angolok viszont az Olaszországgal való leszámolás első lépésének. Rooseveltnek nem számított a katonai akció helye, az amerikai vezérkari főnökök pedig nemigen elégedetlenkedhettek a földközi-tengeri hadszíntérrel, amikor éppen egy amerikai tábornok, Eisenhower volt a főparancsnok.
Az amerikaiak azt hitték, kikapcsolták a játszmából De Gaulle-t, de ez később tévedésnek bizonyult. A konferencia végén Roosevelt kitűzte a szövetségesek hadicélját: a tengelyhatalmak feltétel nélkül adják meg magukat.